# Pierre II de la Chapelle
Pierre II de la Chapelle, appelé aussi Pierre de Nemours, décédé le 13 septembre 1220 à Damiette, était évêque de Paris de 1208 à 1219. Il était fils de Gauthier de Villebéon et Aveline de Nemours. Relativement peu connue de nos jours, sa famille, en descendance directe des Le Riche proches des ducs de Bourgogne, exerce néanmoins de grands pouvoirs sur de nombreuses générations. Mentionnant seulement celles du vivant de Pierre, son père est grand chambellan de France ; sur ses cinq frères l'un devient également grand chambellan après leur père, et sera suivi dans cette fonction par son propre fils ; un autre de ses frères est évêque-comte de Noyon (et donc également pair du royaume) ; un troisième frère est évêque de Meaux ; un quatrième frère est chambellan du roi, et le cinquième est prévôt de Paris avant 1198 puis sous-chambrier du Roi.
Pierre est tout d'abord trésorier de Saint-Martin de Tours.
Il tient un concile en 1209 contre des Amauriciens, qu'il fit brûler. Il se croise contre les Albigeois. De retour à Paris, en 1212 il contribue au concile du cardinal légat Robert de Courçon en ajoutant des règlements relatifs à la fonction de chancelier. En 1215 il donne à Port-Royal des Champs droit de paroisse (l'érigeant en abbaye), l'incorpore aux Cisterciens et la subordonne à l'abbaye de Vaux-Sernay ; lui accorde des revenus en décembre 1214 et permet en 1216 qu'on y élise sa première abbesse. En 1217 il accueille à Paris l'ordre des Prêcheurs (les Dominicains). 
Il part pour la cinquième croisade en 1218 avec Albéric de Trois-Fontaines, et meurt peut-être en chemin, plus probablement au siège de Damiette. 
Son testament, qu'il rédige en juin 1218 avant son départ en croisade, figure au Cartulaire de l'abbaye de Porrois au diocèse de Paris.

## Articles liés
- Archidiocèse de Paris
- Liste des évêques et archevêques de Paris